# Pray for Paris
Pray for Paris è un album in studio del rapper statunitense Westside Gunn, pubblicato nel 2020.

## Tracce
1. 400 Million Plus Tax – 1:09
2. No Vacancy – 1:35
3. George Bondo (featuring Conway the Machine & Benny the Butcher) – 4:44
4. 327 (with Joey Bada$$, featuring Tyler, the Creator & Billie Essco) – 5:49
5. French Toast (featuring Wale & Joyce Wrice) – 4:48
6. Euro Step – 1:50
7. Allah Sent Me (featuring Conway the Machine & Benny the Butcher) – 4:50
8. 500 Dollar Ounces (featuring Freddie Gibbs & Roc Marciano) – 4:13
9. Versace – 2:05
10. Claiborne Kick (featuring Boldy James) – 3:17
11. Shawn Vs. Flair – 2:22
12. Party Wit Pop Smoke (featuring Keisha Plum) – 2:14
13. Le Djoliba (featuring Cartier A Williams) – 2:23